# Guarino (cancelliere)
Warin in Lingua normanna, Warisius o Guarinius in latino (1070 circa – Abbazia di Montecassino, 21 gennaio dopo il 1137) è stato un cavaliere medievale normanno.

Mappa politica dell'Italia meridionale nel 1112, il confine del Regno di Sicilia nel 1154.

Fu il cappellano (magister capellanus) ed il cancelliere di Ruggero II di Sicilia,  approssimativamente dal 1130 alla sua morte, nel corso del primo decennio del regno normanno di Sicilia. Fu nominato amministratore del Principato di Capua quando il re Ruggero II nominò principe suo figlio Alfonso, nel 1135.
Per i successivi due anni Warisius governò Capua con il giovane principe.
Secondo Alessandro di Telese, egli fu "erudito ... ed assai prudente nei negoziati ... un religioso molto versato nelle lettere, pienamente capace nelle cose del mondo, e dotato di una mente cauta e  tenace."

## Biografia
Era un normanno che arrivò dalla Francia in Italia non molto prima dell'incoronazione di Ruggero come re, nel 1130. Appare per la prima volta come cancellarius (cancelliere) in un diploma del 1130 e poi come magister cancellarius (cancelliere capo) in un altro diploma dell'agosto 1132
Durante l'inverno 1134–1135, Guarino e l'amiratus Giovanni furono inviati alla testa di un esercito nel Principato di Capua contro il trio di ribelli Roberto II di Capua, Sergio VII di Napoli, e Rainulfo di Alife. 
I ribelli avevano preso Aversa, e i due generali si preparavano a tentare di riprendere. 
Guarino inoltre difese e fortificò Capua contro ogni possibile assalto. 
Subito dopo l'arrivo di Ruggero II sulla scena l'insurrezione collassò e Guarino prese Alife ed il castello di Sant'Angelo - Raviscanina senza incontrare opposizione. 
Guarino si unì all'assedio di Napoli che era in corso. 
Avendo preso il controllo di Capua per il re, egli fu nominato amministratore dell'eponimo Principato quando il re nominò principe suo figlio Alfonso, nel 1135.
Per i successivi due anni Guarino governò Capua con il giovane principe.
Nel luglio 1135, una nuova rivolta capeggiata da Rainulfo di Alife (coniugato con Matilde di Altavilla sorella di Ruggero II di Altavilla) provocò la reazione del re Ruggero d’Altavilla, che entrò in Aversa, Capua e Alife con un esercito guidato dal cancelliere Warisius, costringendo Rainulfo a trovare rifugio in Napoli, unica città a resistere.
Quando, nella tarda estate 1136, l'imperatore Lotario II guidò una grande armata nella penisola, Guarino fu inviato a preparare la difesa e per costringere a collaborare l'abate Senioretto (abate dal 12 luglio 1127 - 4 febbraio 1137) ed i monaci di Montecassino. 
Il 5 gennaio 1137, Guarino chiese loro aiuto e quando rifiutarono assediò il monastero nel tentativo di prendere il suo tesoro e le sue mura (da usare come fortezza contro l'esercito di  Enrico X di Baviera), ma si ammalò durante l'assedio e morì a Salerno il 21 gennaio. 
Il Chronica monasterii Casinensis cita la sua morte come esempio di giustizia divina.
Il posto di Guarino fu preso dal suo luogotenente Gozzelino (nel 1134 era il luogotenente di Warisius, cancelliere del Regno di Sicilia nella Terra di Lavoro). Nuovo cappellano divenne Tommaso Brun mentre la carica di cancelliere andò a Roberto di Selby, entrambi di origine inglese. Nella grande sconfitta del 29 ottobre 1137 Sergio VII muore, paradossalmente, questa sconfitta aprì per Ruggero l'opportunità di assicurarsi la signoria di Napoli senza vassalli di sorta, perché nei due anni successivi i nobiles napoletani non giunsero ad un accordo sulla successione di Sergio VII, morto senza eredi.  Lotario decise di tornare in Germania. Appena tornato nominò suo genero Enrico duca di Sassonia, e gli consegnò le insegne imperiali; la qual cosa, a seconda dei punti di vista, venne interpretata - o meno - come designazione a suo successore. Il 4 dicembre del 1137 Lotario moriva a Breitenwang, presso Reutte, sulla via del ritorno.
La battaglia del 29 ottobre 1137 si svolse presso Rignano Garganico, dove il re, nuovamente sconfitto, perse molti soldati e trovò scampo nella fuga. La controffensiva regia, causò il grave saccheggio di Alife e Telese, ma le principali città della Puglia in mano a Rainulfo (Troia, Melfi, Canosa e Bari), non subirono alcun danno. Il Papa l'8 aprile 1139, scomunicò Ruggero, ma il 30 dello stesso mese Rainulfo morì. Solo con la morte di Rainulfo, forse causata da errori medici, Ruggero poté conquistare l'intera Italia Meridionale.
Ruggero accolse con grande soddisfazione la morte di Rainulfo, ma ciò non poté placare la sua sete di vendetta. Giunto a Troia per reimporre la sua autorità, Ruggero pretese la riesumazione del cadavere di Rainulfo e la sua degradazione. Secondo Falcone di Benevento, il re avrebbe intimato ai troiani:
(Falcione di Benevento, Chronicon Beneventanum, 1139.10.2)
Il corpo fu a quel punto esumato dalla sepoltura nella cattedrale di Troia, la lastra tombale infranta e la salma, ancora in putrefazione, trascinata dal cavallo di Ruggero per l'intera città. Dopodiché essa fu espulsa simbolicamente dalla città, venendo gettata al di là delle mura. Falcone, commentando la ferocia di Ruggero, poté dire:
"per soddisfare la sua rabbia Ruggero fece contro un morto quello che non aveva potuto fare contro il vivo".

### Fonti primarie
- (EN)  Alessandro di Telese, tradotto da G. A. Loud. The Deeds Done by Roger of Sicily. Introduction Archiviato il 28 luglio 2010 in Internet Archive. and Books One Archiviato il 16 marzo 2007 in Internet Archive., Two Archiviato il 9 aprile 2008 in Internet Archive., Three Archiviato il 16 marzo 2007 in Internet Archive., and Four Archiviato l'8 agosto 2004 in Internet Archive.